# Jorge Núñez
Jorge Martín Núñez Mendoza (Asunción, 1978. január 22. –) paraguayi válogatott labdarúgó.